# Танюшівка (пункт контролю)
49°46′11″ пн. ш. 38°55′51″ сх. д. / 49.76972° пн. ш. 38.93083° сх. д.
Таню́шівка — пункт контролю через державний кордон України на кордоні з Росією.
Розташований у Луганській області, Новопсковський район, неподалік від однойменного села, на автошляху Т 1302. З російського боку розташований пункт пропуску «Ровеньки», Ровенський район, Бєлгородська область.
Вид пропуску — автомобільний. Статус пункту пропуску автомобільного — міжнародний.
Характер перевезень — вантажний, пасажирський.
Окрім радіологічного, митного та прикордонного контролю, пункт пропуску «Танюшівка» може здійснювати санітарний, фітосанітарний, ветеринарний, екологічний та контроль Служби міжнародних автомобільних перевезень.
Пункт пропуску «Танюшівка» входить до складу митного посту «Старобільськ» Луганської митниці. Код пункту пропуску — 70217 13 00 (11)..